# Zemsta kosmosu
Zemsta kosmosu (ang. The Quatermass Xperiment) – brytyjski fantastycznonaukowy film grozy z 1955 roku w reżyserii Vala Guesta na podst. serialu telewizyjnego BBC The Quatermass Experiment z 1953 roku.

## Fabuła
Brytyjsko-amerykański zespół kierowany przez profesora Bernarda Quatermassa wystrzeliwuje eksperymentalną załogową rakietę w kosmos. Wkrótce cały kontakt z jej trzyosobową załogą zostaje utracony. Następnie rakieta wraca na Ziemię, by rozbić się na wsi w południowej Anglii. Quatermass i jego zespół przybywają na miejsce zdarzenia w towarzystwie żony jednego z astronautów i przedstawiciela Ministerstwa Obrony Blake’a, wielokrotnie krytykującego Quatermassa za wystrzelenie rakiety bez czekania na oficjalne zezwolenie.
Gdy obecne lokalne służby ratunkowe przystępują do otwarcia rakiety, wychodzi z niej osłabiony jeden z astronautów – Victor Carroon. Quatermass i jego asystent Marsh ze zdumieniem odkrywają, że w środku pojazdu nie ma dwóch pozostałych załogantów, mimo obecności w pełni zapiętych skafandrów i braku rejestracji otwarcia włazu. Carroon trafia pod opiekę medyczną doktora Gordona Briscoe z zespołu Quatermassa, gdyż jest na tyle kompetentny, by zdiagnozować, co dolega wyraźnie choremu astronaucie. Quatermass przekazuje dokumentację inspektorowi Lomaxowi ze Scotland Yardu, przydzielonemu do sprawy zaginięcia astronautów.
W rakiecie zostaje odnaleziony śluz, który po analizie okazuje się być ludzkiego pochodzenia. Ciało Carroona coraz bardziej się zmienia i zapada decyzja o jego izolacji na oddziale szpitalnym. W międzyczasie Marsh wywołuje film z wewnętrznej kamery rakiety. Członkowie załogi rakiety wykonują swoje codzienne obowiązki, zanim nagle coś mocno kołysze statkiem. Następuje nagła zmiana atmosfery w kabinie, a przerażeni astronauci tracą siły, jeden po drugim.
Judith, żona Carroona, chcąc leczyć męża na własną rękę, zatrudnia prywatnego detektywa Christiego, aby wyrwał jej męża ze szpitala. Ucieczka się udaje, ale Carroon rozbija w swoim szpitalnym pokoju kaktus w doniczce, a potem zabija Christiego, pozostawiając go jako zdeformowane zwłoki. Judith szybko odkrywa u męża zmutowaną dłoń. Znika on w londyńskiej ulicy, pozostawiając żonę bez szwanku, ale w stanie szoku. Scotland Yard po przesłuchaniu Judith ustala, że dłoń jej męża upodobniła się do szpitalnego kaktusa. Wysuwa się przypuszczenie, że rakieta przeleciała przez absorbującą formę kosmiczną, która wdarła się do środka, rozpuszczając dwóch innych astronautów, a Carroona czyniąc swym nosicielem, który jest teraz w trakcie przekształcania przez tę formę i musi wysysać energię innych organicznych obiektów.
Poszukiwany przez służby mutujący Carroon tuła się po Londynie i dopuszcza się morderstwa na właścicielu sklepu farmaceutycznego. Zostaje zlokalizowany w Deptford, po raporcie lokalnej dziewczynki. Ślad za Carroonem wiedzie do zoo, gdzie zostają znalezione martwe zwierzęta i pulsująca pozostałość po Carroonie. Quatermass z niepokojem stwierdza, że kosmiczna forma całkowicie przejęła kontrolę i ostatecznie uwolni rozrodcze zarodniki, zagrażając całej planecie. Służby są w gotowości, gdy bezdomna kobieta Rosie donosi policji o pełzającym stworze. Tymczasem w laboratorium Briscoe pozostałość z zoo wydostaje się z gabloty, ale umiera z głodu na podłodze.
BBC, podczas nagrywania materiału o Opactwie Westminsterskim na żywo, odkrywa martwe ciało i informuje służby. Na rusztowaniu znajduje się Carroon, który zmienił się w pełzające i rozrastające się monstrum. Do Opactwa przybywają Quatermass, nakazujący połączenie londyńskich centrów zasilania elektrycznego i skierowanie wytworzonej energii do opactwa. Wytrzymały kabel elektryczny zostaje przymocowany do dolnej części metalowego rusztowania i tym samym monstrum zostaje spalone przez porażenie prądem, nim zdąży uwolnić zarodniki do atmosfery. Po akcji Quatermass szybko opuszcza opactwo, zajęty swoimi myślami. Ignoruje każdego, kto zadaje mu pytania, dopóki Marsh nie podchodzi i pyta go, co ma zamiar zrobić. Quatermass od niechcenia odpowiada, że zamierza zacząć od nowa.

## Obsada
- Brian Donlevy – prof. Bernard Quatermass
- Jack Warner – insp. Lomax
- Richard Wordsworth – Victor Carroon
- David King-Wood – dr Gordon Briscoe
- Margia Dean – Judith Carroon
- Maurice Kaufmann – Marsh
- Lionel Jeffries – Blake
- Gordon Jackson – producent BBC
- Harold Lang – Christie
- Thora Hird – Rosemary „Rosie” Elizabeth Rigly
- Sam Kydd – sierżant przesłuchujący Rosie
- Edward Dentith – konstabl prowadzący Rosie
- John Wynn – sierż. Best
- Gron Davies – Charles Green
- Stanley Van Beers – dr Ludwig Reinchenheim
- Toke Townley – farmaceuta
- Jane Asher – dziewczynka z Deptford
- Bartlett Mullins – strażnik zoo
- Mayne Lynton – dyrektor zoo
- Henry B. Longhurst – George
- Margaret Anderson – Maggie
- Eric Corrie – chłopak Maggie